# Dieter Ammer
Dieter Ammer (* 5. August 1950 in Bremen) ist ein deutscher Wirtschaftsmanager, Unternehmer und Stifter.

## Leben und Ausbildung
Dieter Ammer verbrachte seine Kindheit und Jugend u. a. in Bremen, Osnabrück, Hannover, Celle und Hamburg. Nach dem Abitur in Hamburg 1970 wurde Ammer in Windhoek (Namibia) bei Rosenthal zum Büchsenmacher sowie bei Plate Glas zum Glaser ausgebildet.  Ab 1971 studierte er Betriebswirtschaftslehre in Kiel und Montpellier sowie von 1973 bis 1976 Betriebswirtschaftslehre und später Forstwirtschaft in Freiburg im Breisgau.  Während dieser Zeit wurde Ammer Mitglied im Corps Hubertia.  Nach einem Volontariat bei der französischen Geschäftsbank Crédit Agricole in Laon, Frankreich sowie einem Volontariat bei Arthur Andersen & Co. in Hamburg schloss Ammer 1976 sein Studium als Diplomvolkswirt ab.

## Familie
Dieter Ammer ist mit der Südafrikanerin Elisabeth Ammer, geb. Hallwachs, verheiratet. Elisabeth Ammer ist Mitglied des Präsidiums der COR Stiftung und Vorsitzende des Vorstands der 2005 gegründeten Ammer Stiftung. Die Ammer Stiftung engagiert sich vornehmlich auf dem afrikanischen Kontinent. Dieter und Elisabeth Ammer haben drei erwachsene Kinder.

## Beruflicher Werdegang

### Arthur Andersen & Co. GmbH (1976–1991)
Nach Abschluss seines Studiums 1976 arbeitete Dieter Ammer bis 1991 bei der Chicagoer Prüfungs- und Beratungsgesellschaft Arthur Andersen & Co. GmbH in Hamburg zunächst als Prokurist und ab 1983 als Wirtschaftsprüfer. 1987 wurde er Partner. Für Arthur Andersen & Co. war Ammer im Vorfeld der Islamischen Revolution 1978 in Teheran tätig, von wo er im Dezember 1978 ausgeflogen wurde. Ab 1988 gründete er in der ehemaligen DDR für Arthur Andersen & Co. neue Büros. Während seines Sabbaticals Ende 1991 ging Ammer nach Leningrad (heute St. Petersburg). In den letzten Jahren war Ammer bei Arthur Andersen & Co. zudem als Niederlassungsleiter für den Bereich Norddeutschland verantwortlich.

### Zucker AG Uelzen-Braunschweig und Nordzucker GmbH (1992–1997)
1992 wechselte Dieter Ammer in den Vorstand der Zucker AG Uelzen-Braunschweig. 1993 gelang es ihm als Vorstandsvorsitzendem der Zucker AG Uelzen-Braunschweig, weitere regionale Hersteller und Rübenbauern für einen Zusammenschluss zu gewinnen. Hieraus entstand später die Nordzucker AG.  Ammer war gleichzeitig Sprecher des Aufsichtsrats der Nordzucker GmbH, die zu diesem Zeitpunkt der zweitgrößte deutsche Zuckeranbieter war.

### Brauerei Beck GmbH & Co. KG (1997–2002)
Ab 1997 war Dieter Ammer zunächst kaufmännischer Geschäftsführer, dann Vorsitzender der Geschäftsführung der Brauerei Beck GmbH & Co KG.  Ein Jahr später wurde Ammer auch Aufsichtsratsvorsitzender der Haake-Beck Brauerei GmbH. Er war von 1999 bis 2002 Präsident des Deutschen Brauer-Bundes. 2001 konnte er die Interessen der 67 Anteilseigner von Beck & Co. in Einklang bringen und die Brauerei für 1,8 Mrd. Euro an das belgische Brauunternehmen Interbrew verkaufen. Nach dem Verkauf blieb Ammer Vorsitzender der Geschäftsführung der Brauerei Beck GmbH & Co. KG und war für die deutschen Geschäfte von Interbrew verantwortlich. Ammer begleitete so auch die Kaufverhandlungen mit der Gilde Brauerei und konnte seine bereits im Fall Nordzucker bewiesene Verhandlungsstärke erneut erfolgreich einsetzen. Mit dem Kauf der Gilde Brauerei und der Brauerei Diebels GmbH & Co. KG stieg Interbrew zur führenden Brauereigruppe in Deutschland auf.

### Tchibo Holding AG (2003–2007)
Von 2003 bis 2007 war Dieter Ammer Vorstandsvorsitzender der Tchibo Holding AG sowie Vorsitzender der Geschäftsführung der operativen Tchibo GmbH.  Dort belebte er erfolgreich das Konzept „Jede Woche eine neue Welt“.  Das Konzept wurde zum Gewinnträger: Mit ihm wurde mehr als die Hälfte des Unternehmensumsatzes erwirtschaftet. Darüber hinaus gelang Tchibo im Jahr 2003 unter der Leitung von Ammer die Übernahme der Mehrheit an der Beiersdorf AG (u. a. Nivea). Dadurch wurde er auch Vorsitzender des Aufsichtsrats der Beiersdorf AG. Ammer entwickelte zusammen mit Wolfgang Peiner, dem damaligen Finanzsenator in dem von Ole von Beust geleiteten Senat die sogenannte Hamburg-Lösung, wodurch sich Tchibo unterstützt von der der Stadt Hamburg gehörenden HGV Hamburger Gesellschaft für Vermögens- und Beteiligungsmanagement mbH bei der Übernahme gegen den amerikanischen Konsumgüterkonzern Procter & Gamble durchsetzte.
Ab Mitte der 2000er Jahre wurde das Tchibo-Konzept zunehmend durch andere Konzerne wie Aldi und Lidl nachgeahmt. Mit dem Verlust der Pionierrolle in diesem Segment kam es zu Umsatzrückgängen bei Tchibo. Nach einer Umstrukturierung des Unternehmens legte Ammer 2007 sein Amt als Vorstandsvorsitzender nieder.

### Conergy AG (1998–2010)
1998 gründete Hans-Martin Rüter zusammen mit Dieter Ammer das Solarunternehmen Conergy AG, in dem Ammer von Beginn an das Amt des Aufsichtsratsvorsitzenden übernahm. 2005 ging Conergy an die Börse und erlöste dabei 100 Mio. Euro Kapital. 2007 geriet Conergy in eine Krise und machte eine viertel Milliarde Euro Verlust. Der Grund für diese Krise war die hohe Verschuldung vieler Tochtergesellschaften durch Engagements in zu vielen neuen Sparten, z. B. in den Bereichen Windenergie und Biogas. Drastische Sparmaßnahmen und eine Rückkehr zum Kerngeschäft mit Photovoltaikanlagen sollten Conergy aus der Krise führen. Im November 2007 löste Ammer Hans-Martin Rüter als Vorstandsvorsitzenden ab, zunächst kommissarisch, später regulär. In dieser Position schaffte es Ammer 2008, die drohende Insolvenz abzuwenden. Zeitgleich kamen auch die Privatinvestoren Otto Happel sowie Andreas und Thomas Strüngmann als große Aktionäre dazu. Conergys Verlust belief sich aber auch 2008 noch auf einen Betrag in dreistelliger Millionenhöhe. Zwei Jahre später konnte Ammer im Bemühen, das Unternehmen zu retten, Erfolge erzielen und die Verlängerung der Kredite bis Ende 2011 erwirken. Damals lief auch Ammers Amtszeit als Vorstandschef aus und er wechselte erneut in den Aufsichtsrat der Conergy AG. Zu diesem Zeitpunkt befand sich die deutsche Solarindustrie bereits in einer schweren Krise. 2012 meldete Q-Cells Insolvenz an, 2013 Conergy, 2017 Solarworld. Die einst lukrative Förderung durch das Erneuerbare-Energien-Gesetz hatte der Solarindustrie Mitte der 2000er Jahre zu einer kurzfristigen Blüte verholfen. Im darauffolgenden Jahrzehnt ging es für die gesamte Branche rapide abwärts. Zum einen war nicht nur in Deutschland die Solarförderung drastisch gekürzt worden, zum anderen überschwemmte die staatlich geförderte chinesische Billig-Konkurrenz den Markt.
2009 wurde bekannt, dass die Staatsanwaltschaft wegen des Verdachts auf Insiderhandel und Bilanzfälschung gegen die Führung des Unternehmens ermittelte. Den führenden Managern von Conergy und damit auch Ammer, damals noch Aufsichtsratsvorsitzender, wurde die Beschönigung der Geschäftszahlen aus dem Jahr 2006 vorgeworfen, was zu einem Gewinn bei Aktienverkäufen im Jahr 2007 geführt haben sollte. Am 20. November 2008 kam es zur Einleitungsverfügung, erst 2011 jedoch erhob die Hamburger Staatsanwaltschaft Anklage wegen Verfehlungen im Zusammenhang mit möglichen Bilanzfälschungen in den Jahren 2006/2007. Daraufhin legte Ammer den Großteil seiner Aufsichtsrats- und Beiratsmandate  sofort nieder. Auf gemeinsamen Antrag der Staatsanwaltschaft und der Verteidigung wurde Ammer am 28. Oktober 2015 von allen Anklagepunkten freigesprochen.

### Gründung Ammax-Gruppe (seit 2000)
2000 gründete Dieter Ammer die Ammax Beteiligungsgesellschaft & Co. KG sowie die Ammax Verwaltungs GmbH. Im Rahmen der Vermögensverwaltung Ammax hält die Ammax-Gruppe verschiedene Mehrheits- und Minderheitsbeteiligungen.

### Ammer! Partners (seit 2007)
Nach dem Ausscheiden bei Tchibo rief Dieter Ammer zusammen mit Oliver Melzer die Beteiligungsgesellschaft Ammer ! Partners ins Leben. Als Investor hat sich Ammer ! Partners auf das Thema Sicherheit spezialisiert. So sind und waren Ammer ! Partners z. B. Gesellschafter des Energieunternehmens LichtBlick AG und der Secusmart GmbH, einem Unternehmen, das Sicherheitslösungen für mobile Kommunikation entwickelt hat. Secusmart konnte für angeblich rund 100 Millionen US-Dollar an Blackberry verkauft werden, was den kanadischen Hersteller und Vermarkter mobiler Kommunikationssysteme zum sichersten Handyanbieter weltweit aufsteigen ließ. Daneben wurden Beteiligungen zugekauft (z. B. Netbreeze GmbH – später an Microsoft USA verkauft) oder mitgegründet. Es befinden sich weitere Gesellschaften im ammerschen Portfolio (z. B. SIMCOG Technologie GmbH, Gratenau & Hesselbacher GmbH).

### Social Entrepreneurship und Aktivitäten im südlichen Afrika
Seit vielen Jahren beteiligt sich Dieter Ammer zusammen mit seiner Familie an Unternehmen mit starker sozialer Ausrichtung, z. B. an der Circle Products GmbH (Berlin) und dem Social Venture Fund (ANANDA, München). Aufgrund seiner starken Bindung zum südlichen Afrika investiert Ammer umfassend in dortige Unternehmen. Unter dem Dach der Trium Investments Ltd. mit Sitz in Johannesburg, Südafrika befinden sich Firmen aus den Bereichen Erneuerbare Energien (Soulsquare, Rhino Energy Solutions Ltd. und KGE Solar Pumps Ltd.), Arzneimittelversorgung (Trinity Pharma Ltd.) und Governance and Transparency (Inoxico Ltd.).

## Aktuelle Mandate
- Auretas Family Trust GmbH, Hamburg (Aufsichtsrat und Gesellschafter)
- Westfa Vertriebs- und Verwaltungs GmbH, Hagen (Beiratsvorsitz)
- Drewsen Spezialpapiere GmbH & Co. KG, Lachendorf (Beirat)

Dieter Ammer war früher Mitglied in Aufsichtsgremien verschiedener Großunternehmen (u. a. Beiersdorf AG, GEA AG, Heraeus GmbH).

## Sonstiges: Engagement, Stiftungen
- 1986–2005:     Dozent an der European Business School (EBS)[31]
- 1989–1990:     YPO – Young Presidents Organization[32]
- seit 1997 engagiert er sich im Rotary-Club Bremen.[33]
- seit 1998:        Mitglied im Stifterverband für die deutsche Wissenschaft[34]
- 2005:              Gründung der Ammer Stiftung, Vorstandsvorsitz Elisabeth Ammer
- 2006–2011:     Mitglied im Vorstand des Stifterverbandes für die deutsche Wissenschaft: Sektion HH und Schleswig-Holstein
- seit 2007:        WPO - World Presidents Organization und Chief Executive Organization[35]

## Auszeichnungen
- 2003    Hall of Fame, ausgezeichnet durch die Lebensmittel-Zeitung[36]
- 2003    Köpfe des Jahres, ausgezeichnet durch die Lebensmittel-Zeitung[37]
- 2004    VDZ Unternehmerpreis, zusammen mit Helmut Panke, BMW Group[38]
- 2004    Deutscher Logistikpreis für Tchibo AG[39]
- 2004    EFFIE - Preis der Werbe- und Kommunikationsbranche für effiziente Markenkommunikation
- 2005    Werbe-Effie in Bronze für Tchibo AG[40]
- 2005    Deutscher Marketing Preis[41]